# Роман Фюрґер
Роман Фюрґер (10 лютого 1990 , Альтдорф ) — швейцарський лижник, що представляє клуб «Шаттдорф». Учасник зимових Олімпійських ігор 2018.

## Результати за кар'єру
Усі результати наведено за даними Міжнародної федерації лижного спорту.

### Олімпійські ігри
| Рік  | Вік | 15 км індивідуальні пер. | 30 км скіатлон | 50 км мас-старт | Спринт | 4 × 10 км естафета | Командна першість спринт |
| ---- | --- | ------------------------ | -------------- | --------------- | ------ | ------------------ | ------------------------ |
| 2018 | 28  | 12                       | —              | —               | —      | 11                 | 11                       |

### Чемпіонати світу
| Рік  | Вік | 15 км індивідуальні пер. | 30 км скіатлон | 50 км мас-старт | Спринт | 4 × 10 км естафета | Командна першість спринт |
| ---- | --- | ------------------------ | -------------- | --------------- | ------ | ------------------ | ------------------------ |
| 2017 | 27  | —                        | —              | 17              | 25     | —                  | 9                        |
| 2019 | 29  | —                        | —              | 53              | 38     | —                  | —                        |
| 2021 | 31  | 54                       | —              | —               | —      | 5                  | 9                        |

### Кубки світу

#### Підсумкові місця в Кубку світу за роками
| Сезон | Вік | Місце в дисципліні | Місце в дисципліні | Місце в дисципліні | Місце в Скі Тур | Місце в Скі Тур | Місце в Скі Тур | Місце в Скі Тур   | Місце в Скі Тур |
| Сезон | Вік | Загалом            | Дистанція          | Спринт             | Nordic Opening  | Тур де Скі      | Скі Тур 2020    | Фінал Кубка світу | Скі Тур Канада  |
| ----- | --- | ------------------ | ------------------ | ------------------ | --------------- | --------------- | --------------- | ----------------- | --------------- |
| 2010  | 20  | НК                 | НК                 | —                  | Н/Д             | —               | Н/Д             | —                 | Н/Д             |
| 2011  | 21  | НК                 | —                  | НК                 | —               | —               | Н/Д             | —                 | Н/Д             |
| 2012  | 22  | НК                 | НК                 | НК                 | —               | НФ              | Н/Д             | —                 | Н/Д             |
| 2013  | 23  | 134                | 85                 | НК                 | НФ              | НФ              | Н/Д             | —                 | Н/Д             |
| 2014  | 24  | НК                 | НК                 | НК                 | —               | —               | Н/Д             | —                 | Н/Д             |
| 2015  | 25  | 97                 | 88                 | 50                 | 70              | НФ              | Н/Д             | Н/Д               | Н/Д             |
| 2016  | 26  | 99                 | 88                 | 56                 | 60              | НФ              | Н/Д             | Н/Д               | —               |
| 2017  | 27  | 48                 | 64                 | 29                 | —               | НФ              | Н/Д             | 20                | Н/Д             |
| 2018  | 28  | 87                 | 76                 | 55                 | 41              | НФ              | Н/Д             | НФ                | Н/Д             |
| 2019  | 29  | 71                 | 67                 | 48                 | 35              | НФ              | Н/Д             | 41                | Н/Д             |
| 2020  | 30  | 40                 | 39                 | 64                 | —               | 27              | 15              | Н/Д               | Н/Д             |
| 2021  | 31  | 47                 | 48                 | 37                 | —               | 29              | Н/Д             | Н/Д               | Н/Д             |

#### П'єдестали в командних дисциплінах
- 2 п'єдестали — (1 Ес, 1 КС)

| № | Сезон   | Дата           | Місце пров.          | Перегони                      | Рівень      | Місце | Тов. по команді         |
| - | ------- | -------------- | -------------------- | ----------------------------- | ----------- | ----- | ----------------------- |
| 1 | 2019–20 | 1 березня 2020 | Лахті (Фінляндія)    | Естафета 4 × 7,5 км К/В       | Кубок світу | 2-ге  | Klee / Колонья / Rüesch |
| 2 | 2020–21 | 7 лютого 2021  | Ульрісегамн (Швеція) | 6 x 1,5 км командний спринт В | Кубок світу | 2-ге  | Едіґер                  |